# فيشال فاشيشتا
فيشال فاشيشتا ، (بالانكليزية: Vishal Vashishtha)؛ ممثل هندي يعمل في صناعة التلفزيون الهندية، ولد في 13 من فبراير في في كولكاتا الهند، بدأ للتخطيط في البداية لمهنته كمحاسب قانوني، ولكن أدى اهتمامه بالتمثيل إلى اختبار اداء وظيفي على شاشة الصغيرة، يجيد اللغة الهندية والإنجليزية والبنغالية، تزوج فيشال من حبيبة طفولته، ديباكشي ميشرا، اقام حفل زفافه في ولاية غوا يوم 15 نوفمبر 2021، بدأ التمثيل منذ 2013 وكان أول أعماله هو Crazy Stupid Ishq .